# Chevrières, Loire
Chevrières este o comună în departamentul Loire din sud-estul Franței. În 2009 avea o populație de 1.047 de locuitori.

## Evoluția populației
| An        | 1975 | 1982 | 1990 | 1999 | 2006 | 2009  |
| --------- | ---- | ---- | ---- | ---- | ---- | ----- |
| Populație | 648  | 642  | 633  | 845  | 992  | 1.047 |